# Zjevení Panny Marie v Turzovce
Zjevení Panny Marie v Turzovce je série sedmi zjevení Panny Marie hajnému Matúšovi Lašutovi (10. dubna 1916 – 10. srpna 2010) u obce Turzovka nacházející se v Žilinském kraji na severozápadě Slovenska. První z nich mělo podle jeho svědectví nastat 1. června 1958 nedaleko obce u vrchu zvaného Živčáková (787 m n. m.) Na stejném místě se mu Panna Marie zjevila ještě šestkrát, naposledy 14. srpna 1958. V průběhu následujících let docházelo také k dalším osobním mariánským zjevením některým věřícím, kteří sem začali putovat bez ohledu na politický systém, jenž v zemi v tu dobu působil a jenž se snažil pronásledováním Matúše Lašuta význam těchto událostí potlačit. Po sametové revoluci se provedlo přezkoumání především údajných zázračných uzdravení, které měly po nalezení pramenů probíhat. Vzhledem k tomu, že výsledek této analýzy nebyl uspokojivý, odmítla římskokatolická církev uznat pravost těchto uzdravení, potažmo celou sérii zjevení.

## Průběh prvního zjevení

### Navázání kontaktu, příkazy

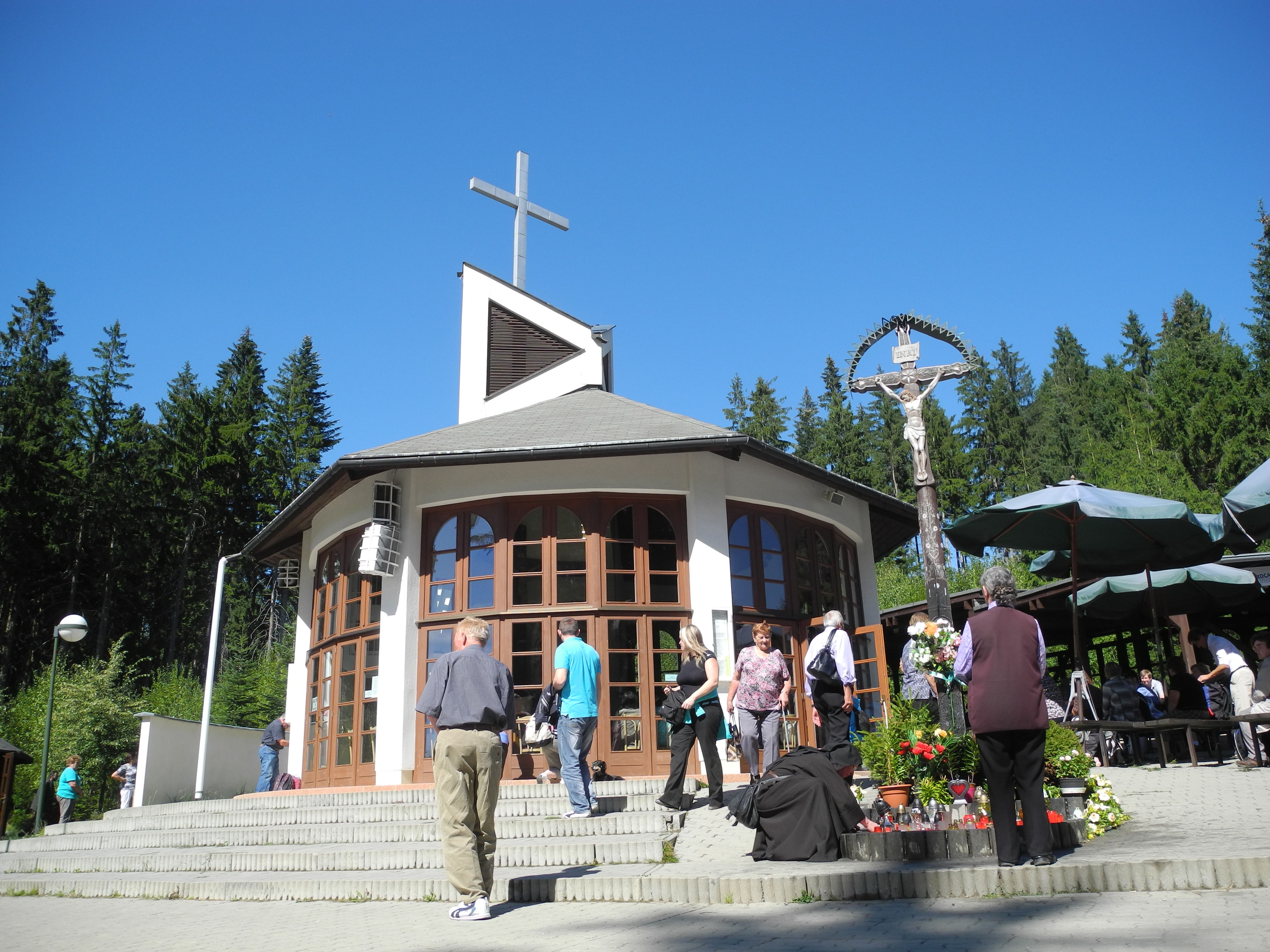
Kaple Panny Marie na Živčákové

Západním směrem od Turzovky se nachází vrch Živčáková (787 m n. m.) V jeho blízkosti visí na borovici svatý obrázek zobrazující Matku Boží Ustavičné pomoci. Dne 1. června 1958 u něj rozjímal lesník Matúš Lašut a měl vidění, během něhož se mu zjevila asi dvoumetrová postava Panny Marie Lurdské. Stála uprostřed záhonu bílých květin na obláčku z mlhy. Oděna byla do bílého hávu s modrou ozdobnou stužkou. Pod bílým závojem jí prosvítaly světle hnědé vlasy. Obličej měla bledý, ruce spínala k modlitbě a na levé ruce jí visel růženec. Působila dojmem mladé dívky.
Matúš Lašut si díky absolutní nehybnosti postavy zpočátku myslel, že se mu zjevila socha Panny Marie. Ale když postupně začala nabývat na kráse (i majestátnosti) a když si navíc k tomu mírný vítr začal pohrávat s kadeří jejích vlasů, uvědomil si, že se nejedná o sochu, ale o živou bytost.
Pozvedla pravou ruku a ukazováčkem mu beze slov přikázala, aby se podíval dolů napravo. Vzápětí si všiml, že se nachází s Pannou Marií v záhonu květin, který obepíná nízký plot. Zahlédl tři odtržené laťky. Vzal kladivo visící na plotě a poškozené laťky opravil. Panna Marie spokojeně přikývla.
Pravou rukou pak několikrát rozkymácela svůj růženec visící na druhé ruce a soustředěně se na něj podívala. Matúš Lašút vycítil, že po něm chce, aby se pomodlil růženec. Slova však neznal, protože se s touto modlitbou ve svém dosavadním životě nikdy nesetkal. Přesto tuto žádost splnil.

### Sedm obrazů
Poté Panna Marie pokynula, aby se otočil směrem ke stromu, kde visel její portrét. Lašut však ke svému překvapení na tomto místě uviděl rozevřenou a zploštělou mapu světa, pod níž se nacházela černá cedulka. Na ní se ukazovalo (podobně jako filmové titulky) vysvětlení některých skutečností, které nechápal. Mapa se proměnila postupně na sedm prorockých obrazů.
Na prvním obraze se mu ukázaly tři barvy: modrá, zelená a žlutá. Podle vysvětlující cedulky znázorňovala modrá barva vodu, zelená hory a žlutá rovinatý kraj. Zelená barva v symbolickém významu představovala dobro a žlutá zlo. Po přečtení obsahu tabulky se automaticky text přeměnil na tuto výzvu: „Čiňte pokání! Modlete se za kněze a řeholníky! Modlete se růženec!“ Po chvíli se tento nápis vytratil, ale znovu se ukázal před druhým, třetím i čtvrtým obrazem.
Druhý obraz představoval rozšíření žluté barvy na mapě na úkor zelené. To znamenalo varování, že se zlo bude ve světě rozrůstat a naopak dobro vytrácet.

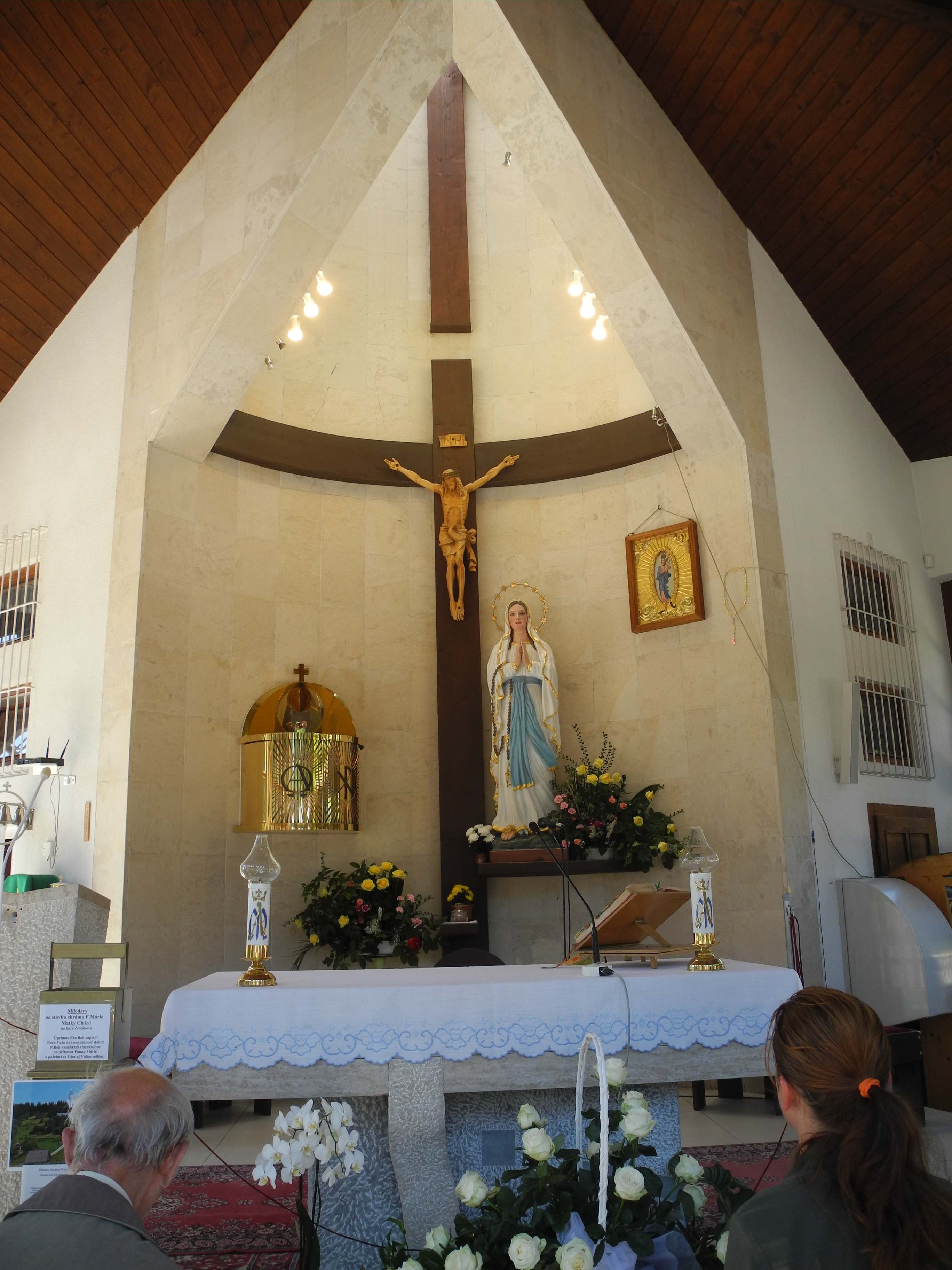
Interiér kaple Panny Marie umístěné na Živčákové

Na třetím obraze žlutá barva pohltila celou zeměkouli (tedy celou plochu mapy), na níž padal do žluta zbarvený déšť. Výjev na obraze ukazoval jak hříchy (zlo) zaplaví svět a jaké to bude mít pro lidstvo důsledky. Tabulku vyplňovalo varování: „Když se lidé ještě nenapraví, přijdou strašné pohromy – jednotlivě i hromadně – a lidé budou hynout různými způsoby.“
Čtvrtý obraz vykresloval konkrétní skutečnosti o možném konci světa. Lašút viděl exploze, které z moře vyvrhovaly obrovské množství žhavé lávy. Ta po dopadu na zem ničila vše živé. Tento výjev doplňoval text napsaný na cedulce: „Jestliže se lidé ještě nepolepší, zahynou!“
Obsah pátého a šestého obrazu Matúš Lašut neprozradil, protože se domníval, že by tím lidem neprospěl.
Poslední sedmý obraz vyjadřoval skutečnosti, které by na Zemi zavládly, kdyby lidé začali žít v souladu s Božími přikázáními. Svět by byl poset květinami prozářenými sluncem. Všude by zavládl mír. Lidská populace by vytvořila harmonické a radostné společenství. Panna Marie, která se objevila nad obrazem, ukázala na černou tabulku, kde se objevil nápis: „Když všechno splníš, přijdeš…“ a poté ukázala prstem směrem k nebi.

### Ježíš Kristus
Náhle se zablýsklo a na obloze se vytvořil zářivý trojúhelník. Z něj vyšel, v bílém ornátu a červeném plášti, Ježíš Kristus. V ruce držel vysoký úzkoramenný kříž. Ze zářícího srdce na Ježíšově hrudi vyšlehly tři světelné paprsky. Jeden z nich zasáhl klečícího Matúše Lašuta a srazil ho tak, že narazil obličejem na zem. Upadl do bezvědomí. Po třech hodinách se probral a zpozoroval, že vedle něj leží bílý růženec. Vzal ho do ruky a zjistil, že se umí modlit slavný růženec. Po chvilkovém rozjímaní vyrazil zpět domů. Při zpáteční cestě přemýšlel o smyslu tří odtržených latěk v plotu, které musel ve svém vidění přibít. Uvědomil si, že mu zjevení tímto úkazem přikázalo, aby se často modlil růženec, přijímal svátosti a také, aby vycházel dobře s lidmi. Následující den šel ke svátosti zpovědi a přijímání, po němž se mu údajně zázračně vyléčil dráždivý chronický kašel. Také mu vymizely další méně závažné zdravotní komplikace.

## Následující události

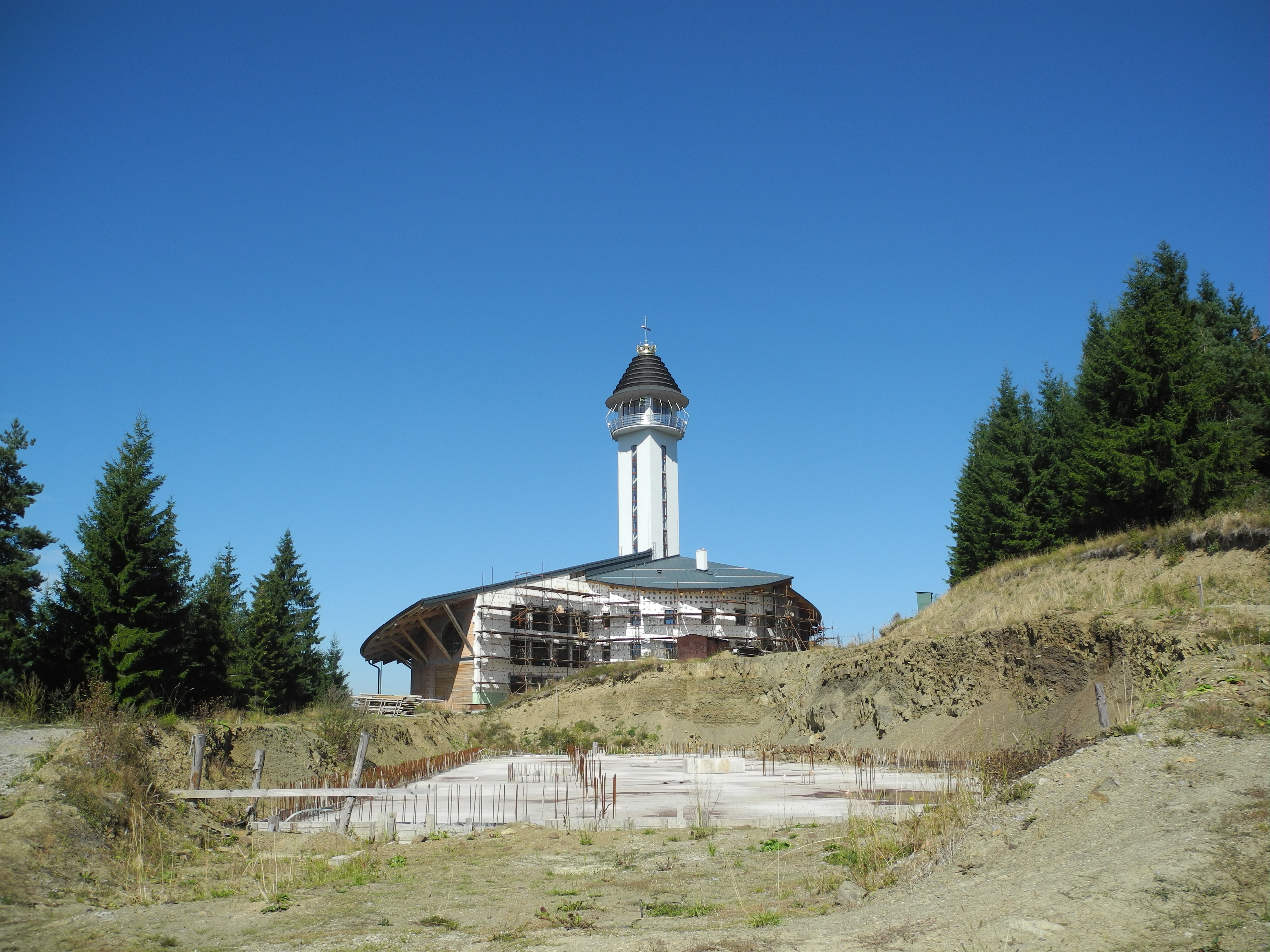
Rozestavěný kostel Panny Marie Matky Církve na Živčákové

Panna Marie se Lašutovi zjevila ještě šestkrát (7. a 21. června; 1., 7. a 21. července; 14. srpna 1958). Strach z možných perzekucí komunistickým režimem, který v Československu tehdy vládl, a také z obav ze všeobecného nepochopení způsobil, že své zážitky Lašut veřejně prezentoval až 7. září 1958. Okamžité ohlasy věřících však způsobily, že již druhého dne (8. září 1958) s ním vyšla první skupina poutníků (cca 1000 lidí) na místo údajných zjevení. Večer (po návratu z poutě) ho navštívila v jeho domě VB (tehdejší policie) a chtěla ho odvést k výslechu. To vzbudilo nevoli mezi místními lidmi, vlivem čehož mu pouze policisté nařídili, aby přišel dalšího dne na stanici VB v Čadci. Tam se ve stanovený čas dostavil a následoval čtyřdenní výslech ve snaze o jeho vyčerpání a zmatení. Též musel podepsat 120 protokolů. Na všech se však objevovala vždy stejná výpověď. Dne 12. září 1958 (hned po výslechu) byl Lašút umístěn do psychiatrické léčebny v Bytčici u Žiliny, odkud se dostal až během června roku 1959. Během následujících dvou a půl let, tedy do konce roku 1961, musel psychiatrické vyšetření absolvovat ještě dvakrát. Souběžně s těmito nucenými Lašutovými pobyty v psychiatrickém zařízení probíhalo mezi roky 1958 a 1961 vyšetřování spolu s veřejnými i neveřejnými soudy. K jeho odsouzení ovšem nikdy nedošlo.
I přes tyto okolnosti se hora Živčáková začala plnit poutníky. Někteří z nich také údajně prožili zjevení Panny Marie. Navíc se podařilo také objevit prameny vody, které měly během let uzdravit nemocné poutníky. Po sametové revoluci (1989) došlo k lékařskému přezkoumání těchto zázraků ve snaze uznat celé zjevení. Výsledky těchto zkoumání ovšem nebyly uspokojivé.